# Лентате-суль-Севезо
Лентате-суль-Севезо (итал. Lentate sul Seveso) — город в Италии, в провинции Монца-э-Брианца области Ломбардия.
Население составляет 14 774 человека (на 2005 г.), плотность населения составляет 1136 чел./км². Занимает площадь 13 км². Почтовый индекс — 20030. Телефонный код — 0362.
Покровителем коммуны почитается святой Вит. Праздник ежегодно празднуется 14 октября.